# Wanda Chodkowska
Wanda Maria Ostoja-Chodkowska, siostra Anicilla USJK (ur. 25 marca 1905 w Krzepicach, zm. 1 sierpnia 1944 w Warszawie) – polska zakonnica, żołnierz AK.

## Życiorys
Córka Remigiusza i Stanisławy. 
Zakonnica ze Zgromadzenia Sióstr Urszulanek Serca Jezusa Konającego z domu w Warszawie przy ulicy Gęstej 1. W powstaniu warszawskim sanitariuszka w patrolu sanitarnym WSK Obwodu AK Śródmieście w VIII zgrupowaniu „Krybar” – Szpital Polowy ul. Tamka 30 – Punkt sanitarny ul. Gęsta 1.
Poległa 1 sierpnia 1944 na ulicy Gęstej w drodze do rannego, wraz z sanitariuszkami: Zofią Bagińską, Marią Deymer i Jadwigą Frankowską.
Odznaczona pośmiertnie Krzyżem Walecznych, Medalem Wojska i Krzyżem Armii Krajowej.